# Pong
Pong je bila prva komercialno uspešna video igra. Najbolj znano različico je leta 1972 izdalo podjetje Atari. Igra je bila simulacija namiznega tenisa, ki se angleško imenuje pogosto ping pong. Igra je bila na voljo kot samostojna naprava, priključena na televizor ali pa v obliki igralnih videoavtomatov (običajno na kovance).

### Korenine
Pong temelji na stari namizni športni igri, ki so jo igrali v Angliji in drugod po svetu že od nekdaj. Sestavljena je iz polja, dveh loparčkov ter žogice. Zmagal je tisti, ki mu je uspelo odbiti več žogic od nasprotnika. 

### Zgodovina
Oče računalniške oblike Ponga je nemško-ameriški izumitelj in inženir Ralph Henry Baer. Do zamisli je prišel leta 1951, sicer pa jo je udejanil šele leta 1966, tako da se mu je izmuznil naslov izdelovalca prve računalniške igre na svetu. Ta primat gre angleškemu profesorju računalništva Alexandru Shaftu Douglasu, ki je leta 1952 za diplomsko nalogo izdelal računalnik in igro zanj. To je bila še danes vsem znana križci in krožci (Tic-Tac-Toe). Prikazana je bila na setu elektronk v postavitvi 32×32. Prva različica Ponga je bila razvita leta 1958. Imenovala se je Tennis for Two. Izdelal jo je ameriški fizik Willy Higinbotham v Brookhavenskih nacionalnih laboratorijih. Igrico je poganjal analogni računalnik, prikazovala pa se je na oscilatorskem zaslonu. Loparčke se je upravljalo s primitivnimi lesenimi škatlicami, na katerih je bil gumb za obračanje. Po dveh letih, ko so se inženirji igre naveličali, so aparat razstavili in reciklirali. Za desetletje je Pong izginil iz zgodovine.

### Uspešnica
Prva prodajna različica igralne konzole s Ping Pongom je prišla na trg leta 1972 in se je imenovala Magnavox Odyssey. Ta je hitro dobila posnemovalce, ki so jo dosledno kopirali. Da se je pojavil pravi Pong in nato zaslovel, je zaslužen Atari, ki je zamisel za to igrico dobil neposredno pri povprečno uspešnem Odysseyu. Atari je igro vdeloval v številne igralne avtomate širom sveta, ter tako izrinjal marjance (fliperje) iz lokalov. Izšel je seveda tudi v različici za domače konzole, ki jih je samo Atari prodal milijone. 